# Abdelkader Ferradj
 (avril 2019).
Abdelkader Ferradj, né le 2 avril 1921 dans une famille paysanne à Oued Aïssa, dans la wilaya de Boumerdès et mort le 19 juin 1956 à Alger, est un indépendantiste algérien  ayant participé au déclenchement de la guerre d'Algérie.
Arrêté le 26 mars 1956, il est condamné à mort et guillotiné le 19 juin 1956 à la prison de Serkadji, trois minutes après l’exécution de Ahmed Zabana (1926-1956).
Avant son exécution Abdelkader Ferradj avait été accusé d'avoir participé à l'Embuscade de Palestro aux côtés de Ali Khodja en mars 1956.